# Hideto Inoue
Hideto Inoue (井上 秀人 Inoue Hideto?), född 27 juni 1982 i Ehime prefektur, är en japansk före detta fotbollsspelare.
Inoue började sin karriär 2005 i Ehime FC. Han spelade 109 ligamatcher för klubben. Han avslutade karriären 2008.